# Howmore

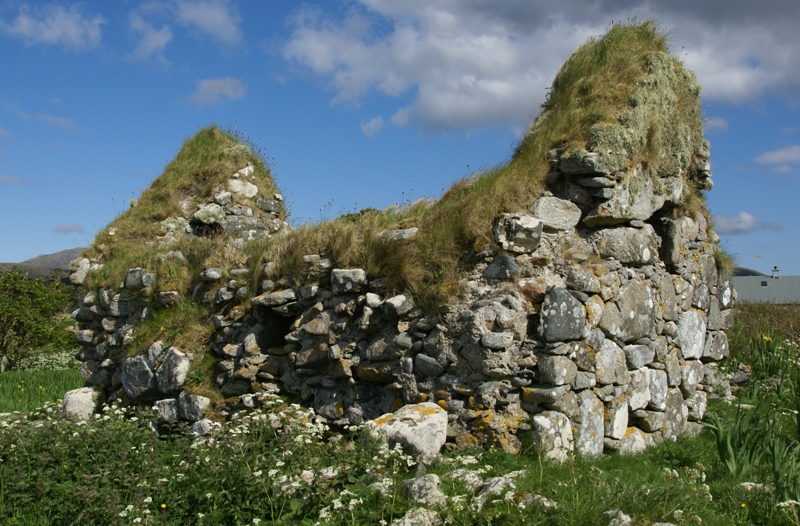
Dugall's Chapel (Caibeal Dubhail) werd in Ierse stijl gebouwd.

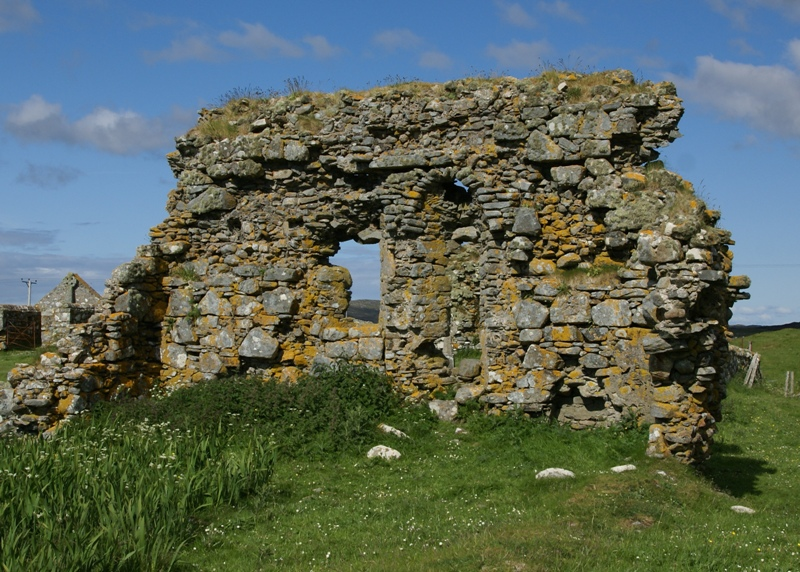
St Mary's Church (Teampull Mòr): de oostgevel vanuit het westen.

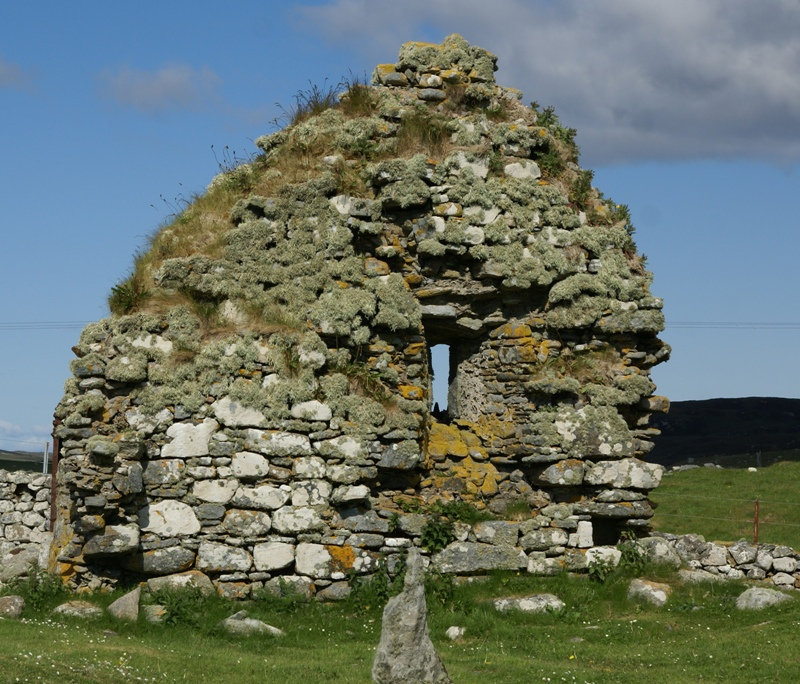
St Dermot's Chapel (Caibeal Dhiarmaid) stamt uit de vroege 13e eeuw en is daarmee ouder dan St Mary's Church.

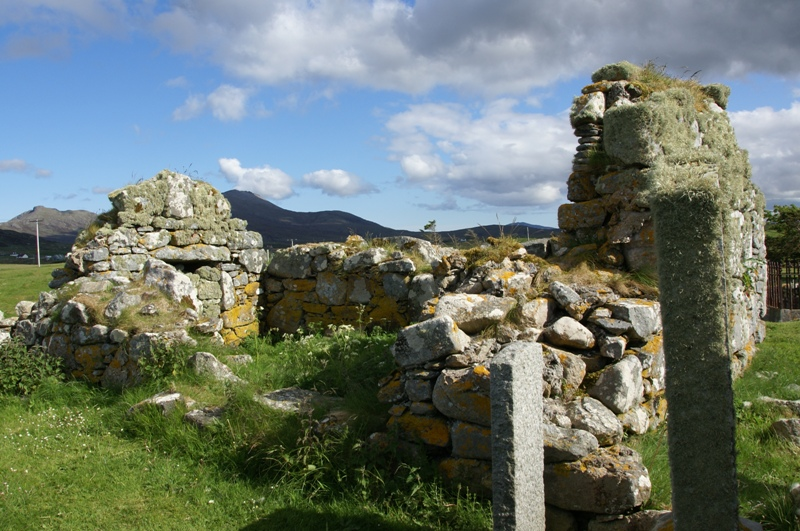
Clan Ranald Chapel (Caibeal Chiann 'Ic Ailein) ontstond uit de verbouwing van een 13e-eeuwse kapel naar een mausoleum in de 16e eeuw.

Howmore, in het Schots-Gaelisch: Tobha Mòr, gelegen in het dorp met dezelfde naam, Howmore op South Uist in de Schotse Buiten-Hebriden, was een christelijk centrum vanaf de vroege Middeleeuwen. Een aantal ruïnes van de kerken en kapellen zijn overgebleven.

## Geschiedenis
Vanaf de zesde eeuw verspreidde zich het christendom vanuit Ierland in westelijk Schotland. De religieuze huizen en kapellen werden naar Iers voorbeeld gebouwd. Bij Howmore was er vermoedelijk reeds in de negende eeuw sprake van een christelijke gemeenschap getuige de vondst van een stenen kruis uit die tijd. Tussen de negende en dertiende eeuw, toen de macht van de Noren afnam, werd op de Westelijke Eilanden een systeem van parochies opgezet. Vanaf 1200 werden er dan ook parochiekerken gebouwd. In de zestiende eeuw waren de kerk van Howmore en Teampull Chille Pheadair de twee enige parochiekerken op South Uist. Na de reformatie in de tweede helft van de zestiende eeuw raakten veel van dit soort parochiekerken in onbruik.

## Bouw
Het christelijke centrum in Howmore bestond uit een verzameling van een vijftal losstaande gebouwen op een lage heuvel. Van de overgebleven gebouwen stamt de vroegste hooguit uit de twaalfde eeuw. In de veertiende eeuw was het complex omringd door een moeras of door water.

### St Mary's Church
St Mary's Church (Kerk van Heilige Maria), in het Schots-Gaelisch: Teampull Mòr (de Grote Kerk), is het grootste overgebleven gebouw en staat aan de westzijde van de begraafplaats. Dit is de voormalige parochiekerk van South Uist en was gewijd aan de Maagd Maria. De kerk stamt uit de tweede helft van de dertiende eeuw. Enkel de oostgevel staat nog hoger dan de fundamenten. De gevel heeft twee lancetramen. Aan de binnenzijde zijn deze ramen bovenaan voorzien van een boog. Zowel links als rechts aan de binnenzijde bevindt zich op een lager niveau een uitsparing in de muur die diende als kastruimte.

### Dugall's Chapel
Dugall's Chapel (Kapel van Dugall), in het Schots-Gaelisch: Caibeal Dubhail, staat ten zuiden van St Mary's Church. De bouwstijl van deze kleine kapel is Iers; deze kapel had dan ook een steil en puntig stenen dak. Het metselwerk is grover dan dat van St Mary's Church. De toegang bevindt zich aan de oostzijde. Aangezien in de Middeleeuwen het altaar werd opgesteld aan de oostzijde, waar in dit gebouw zich de toegang bevindt, twijfelen sommige historici eraan of dit gebouw diende als kapel. De kapel is 5,2 bij 3,5 meter groot.

### St Dermot's Chapel
St Dermot's Chapel (Kapel van St Dermot), in het Schots-Gaelisch: Caibeal Dhiarmaid, staat ten oosten van St Mary's Church. Deze kerk is ouder dan St Mary's Church en stamt vermoedelijk uit de vroege dertiende eeuw of iets daarvoor. Enkel de oostelijke muur is overgebleven. Deze muur bevat een enkel lancetraam van hetzelfde type als in St Mary's Chapel. Aan de binnenzijde bevindt zich ten noorden van het raam en net beneden de vensterbank een kraagsteen, die vermoedelijk een altaarsteen steunde. Ten zuiden van het raam bevindt zich een uitsparing in de muur die diende als opslagplaats; deze uitsparing zou zich direct onder de altaarsteen hebben bevonden. De kerk was 17 meter lang.

### Clan Ranald Chapel
De Clan Ranald Chapel (Kapel van Clan Ranald), in het Schots-Gaelisch: Caibeal Chiann 'Ic Ailein, staat ten noordoosten van St Dermot's Chapel. Dit gebouw staat op de hoogst gelegen en is gelokaliseerd op de oudste in gebruik zijnde locatie van het complex. Dit gebouw had oorspronkelijk zijn toegang in de oostelijke muur, maar in een latere periode werd een schip toegevoegd - dat later weer verloren is gegaan - en een boog om de ruimte naar het koor af te scheiden. Deze dateerde uit de twaalfde eeuw of vroege dertiende eeuw.
John van Moidart liet fondsen na om deze kapel te herbouwen en hij werd er zelf in 1574 begraven. Een steen met daarop zijn heraldische wapen bevindt zich in de 21e eeuw in het Kildonan Museum. Deze steen staat bekend als de Clanranald Stone. Op de steen zijn onder meer een galei en een kasteel afgebeeld die erg lijken op de afbeeldingen die zich bevinden op de tombe van Alexander MacLeod in de St Clement's Church in Rodel op Harris.
Van de herbouwde kapel staan alle vier de muren nog overeind. Het dak ontbreekt. In de zuidmuur bevindt zich een lancetraam. De toegang bevindt zich in de oostelijke muur.

### Caibeal Colla
Ten noordwesten van de Clan Ranald Chapel lag de kapel die in het Schots-Gaelisch Caibeal Colla werd genoemd; deze werd vlak voor 1866 afgebroken. Op die plek werd vervolgens de ommuurde begraafplaats Caibeal nan Saigart opgericht. Er vlakbij werd rond 1700 de ommuurde begraafplaats Cabeal na Mhinister opgezet voor de grootvader van Flora MacDonald. Op deze begraafplaats staat ook een grafsteen die dominee George Munro, overleden in 1832, gedenkt.